# Quintet.net

Die Quintet.net Client-Komponente

Quintet.net ist eine interaktive vernetzte Multimedia-Performanceumgebung, die von dem Komponisten und Computermusiker Georg Hajdu erfunden und entwickelt worden ist. Sie ermöglicht bis zu fünf Interpreten, über das Internet oder in lokalen Netzwerken unter der Leitung eines Dirigenten zu musizieren. Die Umgebung, die mit der grafischen Programmiersprache Max/MSP programmiert worden ist, besteht aus vier Komponenten: Server, Client, Conductor und Viewer Add-on für die Client-Komponente, die von einem Videokünstler bedient wird.

## Arbeitsweise
Die Spieler interagieren miteinander, indem sie musikalische Kontrolldaten (Streams) über den Quintet.net-Server austauschen. Dazu können unterschiedliche Eingaben, die von der Computertastatur, MIDI-Geräten und Sensoren bis zum eingebauten Tonhöhenverfolger reichen, eingesetzt werden. Der Server dient dazu, die Streams zu multiplizieren und an alle Clients (fünf Players und eine unbegrenzte Zahl von Listeners) zu schicken. Zusätzlich kann ein sechster Spieler, der Conductor, durch manuelles oder automatisiertes Eingreifen das Spiel beeinflussen.
Die Umgebung benutzt dabei zwei Protokolle, um Daten auszutauschen: Das auf UDP aufgesetzte Open Sound Control für zeitkritische Ereignisse sowie TCP für sichere Datenübertragung. Sie verfügt auch über einen Mechanismus, durch das Netz verursachte zeitliche Abweichungen (network jitter) zu kompensieren.
Die offene Architektur von Quintet.net unterstützt unterschiedliche Wiedergaben wie etwa den eingebauten Sampler, MIDI-Instrumente sowie VSTi Plugins und user-programmierte Softwareinstrumente. Darüber hinaus existiert auch eine Granularsynthese, die von den Spielern und dem Dirigenten gesteuert werden kann.
Die Notation in Echtzeit ermöglicht ein besseres Zusammenspiel der Interpreten: Diese sehen die musikalischen Ereignisse, die die Teilnehmer erzeugen, in einer space notation auf den fünf Klaviersystemen (siehe Bild). Der Conductor kann auch Stimmen versenden, die auf dem Bildschirm angezeigt und von den Spielern wiedergegeben werden.
Der Viewer Add-on gestattet die Verwirklichung von „ausgewachsenen“ Multimediakompositionen, in dem es sich in seiner modularen Architektur der Videoverarbeitung von MaxMSP/Jitter bedient. Somit können Anwender sehr leicht neue Prozesse hinzufügen. Der Server bietet außerdem einen komplexen Mapper und Sequenzer an, der es erlaubt, einen beliebigen Input auf einen beliebigen Output (ob Audio oder Video) abzubilden.
Die Musik, die mit Quintet.net aufgeführt worden ist, zeichnet sich im Allgemeinen durch eine Kombination von komponierten und improvisierten Elementen aus. Das Fehlen echter Synchronizität, die durch die übliche Verzögerung im Internet verursacht wird, führt zur Entwicklung einer genuinen „Internet“-Kompositionstechnik, die sich number pieces von John Cage zum Vorbild nimmt: Cage bestimmt, dass Noten und Phrasen innerhalb von sogenannten Zeitklammern (time brackets) auszuführen sind. Es ist daher kaum verwunderlich, dass sich unter den ersten Stücken, die mit Quintet.net realisiert worden sind, die 1988 geschriebene Komposition „Five“ befindet.
In lokalen Netzwerken hingegen kann mit uneingeschränkter Synchronizität gespielt werden.

## Geschichte
Das Grundkonzept von Quintet.net wurde 1999 beim KlangArt-Kongress in Osnabrück präsentiert. Im Herbst 2000 fand dann im Rahmen des Festivals „Mystik und Maschine“ in Münster die erste Aufführung statt, bei der Musiker aus Münster, Wiesbaden, Amsterdam, Boston und San Francisco Bay Area miteinander musizierten. 2002 wurde die stark überarbeitete Software dann bei der Aufführung der Oper Orpheus Kristall des Hamburger Komponisten Manfred Stahnke bei der Münchener Biennale für Neues Musiktheater eingesetzt. Diesmal waren Musiker aus Berkeley, New York und Amsterdam mit von der Partie, die live zum Bühnengeschehen spielten. 2003 wurde Quintet.net um Möglichkeiten der Live-Videoverarbeitung ergänzt und auch in lokalen Netzwerkkompositionen eingesetzt, wie etwa bei der Komposition „Hamburg Revisited“ des Hamburg Network Composers’ Collective. Im Herbst 2003 wurde das Programm bei der Internationalen Computermusikkonferenz (ICMC) in Singapur vorgestellt. Der neuseeländische Komponist und Computermusiker Ian Whalley bezeichnete Quintet.net in der Besprechung der Konferenz im Computer Music Journal als einen Höhepunkt, „da es ein unmittelbar pragmatisches System darstellt, das in einer musikalischen Weise einige der Beschränkungen von Internet-basierten Aufführungen überwindet“.

## European Bridges Ensemble
Seit 2005 existiert das European Bridges Ensemble für lokale und Internetaufführungen. Das siebenköpfige Ensemble besteht aus den Musikern Kai Niggemann (Münster), Ádám Siska (Budapest), Johannes Kretz (Wien), Andrea Szigetvári (Budapest), Ivana Ognjanovic (Novi Sad, Serbien), dem Videokünstler Stewart Collinson (Lincoln, England) und dem Dirigenten Georg Hajdu (Hamburg). Der Begriff Bridges – Brücken ist eine Metapher für die Absicht Kulturen, Regionen, Orte und Individuen zu überbrücken, jeweils mit ihrer speziellen Geschichte. Das Ensemble spielt eine zentrale Rolle bei dem von Bipolar geförderten deutsch-ungarischen Projekt „Music in the Global Village“. Die Ergebnisse des Projekts wurden bei der gleichnamigen Konferenz Anfang September 2007 in Budapest gezeigt. Das European Bridges Ensemble ist auch Ensemble in Residence beim vom IRCAM geleiteten europäischen Culture 2007 Projekt CO-ME-DI-A (Cooperation and Mediation in the Digital Arts).

## Kompositionen
Es gibt zurzeit mehr als ein Dutzend Bearbeitungen und Originalkomposition für Quintet.net:
- Five (1988) und Radio Music (1956, Bearbeitung durch Georg Hajdu 2008) von John Cage,
- Orpheus Kristall (2002) and Sisyphos (2005) von Manfred Stahnke,
- Vamp.net (2002) von Anne La Berge,
- MindTrip (2000) und Ivresse '84 (2007) von Georg Hajdu,
- Lainetus (2005) von Hans-Gunter Lock,
- Hamburg Revisited (2003) und Keime (2005) des Hamburg Network Composers’ Collective sowie
- Bridges (2005) und Quintessence (2006) des European Bridges Ensemble
- Keep Calm and Carry On (2007) von Kai Niggemann und Maria Popara,
- Netze spinnen # Spinnennetze (2007) von Sascha Lemke
- 185 (2008) von Ádám Siska

## Download
Der Download setzt die Installation von MaxMSP und Jitter voraus. Die Software läuft auch in der kostenlosen MaxMSP Runtime (aktuelle Version 5).
- Mac OS X: http://www.quintet-net.org/downloads/Archives/Quintet.net_2009_Installer.dmg
- Windows XP: http://www.quintet-net.org/downloads/Archives/Quintet.net_2009-Installation.msi